# Campeonatos de España de snowboard
La Copa de España de Snowboard es la máxima competición a nivel nacional que reúne a las figuras del deporte de snowboard. Lo organiza la Real Federación de Deportes de Invierno.

## Disciplinas
El Snowboard como deporte de competición registra varias disciplinas,  pero solamente la SnowBoard Cross SBX está recogida dentro de la Copa del circuito nacional. 
Otras competiciones que se llevan a cabo como la  slopestyle  no son validadas,  por lo tanto no puntúan. 

## Federaciones
Las siguientes federaciones participan en dicha competición

## Palmarés

### Femenino
| Temporada | Categoría | Posición | Deportista                 | Año Nacimiento | Club  | Federación |
| --------- | --------- | -------- | -------------------------- | -------------- | ----- | ---------- |
| 2019-2020 | Juveniles | 1        | Aina Gomariz Fernandez     | 2002           | G.N.A | Cataluña   |
|           |           | 2        | NAIA ARAMENDIA LEJARCEGUI  | 2003           | DALTO | País Vasco |
|           |           | 3        | ANNE RIPA TOUS             | 2003           | CAEI  | Cataluña   |
|           | Infantil  | 1        | SOFIA CACERES SALA         | 2005           | CAEI  | Cataluña   |
|           |           | 2        | LAIA GOMÁRIZ FERNÁNDEZ     | 2008           | CSFC  | Cataluña   |
|           |           | 3        | Mara Cristina Urabayen     | 2005           | SNTER | Andalucía  |
|           | Kids      | 1        | NOA CARRILLO CANDELA       | 2010           | SNTER | Andalucía  |
|           |           | 2        | AITANA YAGÜE RUIZ          | 2010           | SNTER | Andalucía  |
| 2020-2021 | U19-17    | 1        | DANAE SANLLEHY SELLART     | 2005           | CAEI  | Cataluña   |
|           |           | 2        | NAIA ARAMENDIA LEJARCEGUI  | 2003           | DALTO | País Vasco |
|           |           | 3        | Mara Cristina Urabayen     | 2005           | SNTER | Andalucía  |
|           | U15-13    | 1        | ANDREA SEIJAS FIDALGO      | 2006           | CFSC  | Cataluña   |
|           |           | 2        | Candela Fuentes Borras     | 2006           | RURAL | Andalucía  |
|           |           | 3        | NOA RUIZ CARRASCO          | 2006           | CFSC  | Cataluña   |
| 2021-2022 | U19-17    | 1        | NAIA ARAMENDIA LEJARCEGUI  | 2003           | DALTO | País Vasco |
|           |           | 2        | Candela Fuentes Borras     | 2006           | RURAL | Andalucía  |
|           |           | 3        | NOA RUIZ CARRASCO          | 2006           | CFSC  | Cataluña   |
|           | U15-13    | 1        | AZAHARA DIAZ MAHIB         | 2010           | LMCE  | Cataluña   |
|           |           | 2        | LAIA GOMÁRIZ FERNÁNDEZ     | 2008           | CFSC  | Cataluña   |
|           |           | 3        | LUCIA PUIGJANER MONTESINOS | 2007           | CFSC  | Cataluña   |
| 2022-2023 | U19-17    | 1        | Candela Fuentes Borras     | 2006           | RURAL | Andalucía  |
|           |           | 2        | Irene Gallegos Camacho     | 2005           | RURAL | Andalucía  |
|           |           | 3        | ANDREA SEIJAS FIDALGO      | 2006           | CFSC  | Cataluña   |
|           | U15-13    | 1        | LAIA GOMÁRIZ FERNÁNDEZ     | 2008           | CFSC  | Cataluña   |
|           |           | 2        | AZAHARA DIAZ MAHIB         | 2010           | LMCE  | Cataluña   |
|           |           | 3        | BRUNA FABREGA DURAN        | 2009           | CAEI  | Cataluña   |

### Masculino
| Temporada | Categoría | Posición | Deportista                          | Año Nacimiento | Club       | Federación |
| --------- | --------- | -------- | ----------------------------------- | -------------- | ---------- | ---------- |
| 2019-2020 | Juveniles | 1        | ALVARO ROMERO VILLANUEVA            | 2003           | DALTO      | País Vasco |
|           |           | 2        | ORIOL FILELLA PERUGA                | 2002           | CAEI       | Cataluña   |
|           |           | 3        | MIGUEL PEREZ LEDESMA                | 2004           | WSNOW      | Asturias   |
|           | Infantil  | 1        | Lorenzo Florian Jimenez Muñoz       | 2005           | WCAMP      | Andalucía  |
|           |           | 2        | IZAN FERNANDEZ ZUDAIRE              | 2005           | DALTO      | País Vasco |
|           |           | 3        | Otto Lopez Hulsewe                  | 2006           | WCAMP      | Andalucía  |
|           | Kids      | 1        | MARTIN LOPEZ RODRIGUEZ              | 2010           | SNTER      | Andalucía  |
|           |           | 2        | Samuel Capellán Fernández de Pinedo | 2009           | EDIV       | La Rioja   |
|           |           | 3        | Kai Amir Hamaini -                  | 2010           | PROJP      | Andalucía  |
| 2020-2021 | U19-17    | 1        | MIGUEL PEREZ LEDESMA                | 2004           | WSNOW      | Asturias   |
|           |           | 2        | ORIOL FILELLA PERUGA                | 2002           | CAEI       | Cataluña   |
|           |           | 3        | Lorenzo Florian Jimenez Muñoz       | 2005           | WCAMP      | Andalucía  |
|           | U15-13    | 1        | MARC CEDILLO AZNAR                  | 2006           | CFSC       | Cataluña   |
|           |           | 2        | EDGAR FORNER MAYE                   | 2007           | CFSC       | Cataluña   |
|           |           | 3        | MARTXELO URRUZOLA TOUS              | 2007           | CAEI       | Cataluña   |
| 2021-2022 | U19-17    | 1        | ANTONI TOLEDO SANTOLARIA            | 2003           | BST        | Cataluña   |
|           |           | 2        | ALVARO ROMERO VILLANUEVA            | 2003           | DALTO      | País Vasco |
|           |           | 3        | Lorenzo Florian Jimenez Muñoz       | 2005           | WCAMP      | Andalucía  |
|           | U15-13    | 1        | MARTXELO URRUZOLA TOUS              | 2007           | CAEI       | Cataluña   |
|           |           | 2        | EDGAR FORNER MAYE                   | 2007           | CFSC       | Cataluña   |
|           |           | 3        | Markel Malo Tortajada               | 2008           | WCAMP      | Andalucía  |
| 2022-2023 | U19-17    | 1        | Otto Lopez Hulsewe                  | 2006           | WCAMP      | Andalucía  |
|           |           | 2        | MAX AVIÑO GARCIA                    | 2005           | CFSC       | Cataluña   |
|           |           | 3        | MARTXELO URRUZOLA TOUS              | 2007           | CAEI       | Cataluña   |
|           | U15-13    | 1        | ANIBAL FERRERO FUENTE               | 2008           | ALLRADICAL | Aragón     |
|           |           | 2        | GUILLERMO MATIAS CASTILLO           | 2008           | RURAL      | Andalucía  |
|           |           | 3        | Markel Malo Tortajada               | 2008           | WCAMP      | Andalucía  |

## Resúmen por federaciones

### Medallas
| Federación | Femenina | Femenina | Femenina | Masculina | Masculina | Masculina | Total | Total | Total  |
| ---------- | -------- | -------- | -------- | --------- | --------- | --------- | ----- | ----- | ------ |
|            | Oro      | Plata    | Bronce   | Oro       | Plata     | Bronce    | Oro   | Plata | Bronce |
| Cataluña   | 6        | 3        | 6        | 3         | 5         | 2         | 9     | 8     | 8      |
| Andalucía  | 2        | 4        | 2        | 3         | 1         | 6         | 5     | 5     | 8      |
| País Vasco | 1        | 2        | 0        | 1         | 2         | 0         | 2     | 4     | 0      |
| Asturias   |          |          |          | 1         | 0         | 1         | 1     | 0     | 1      |
| Aragón     |          |          |          | 1         | 0         | 0         | 1     | 0     | 0      |
| La Rioja   |          |          |          | 0         | 1         | 0         | 0     | 1     | 0      |
| Total      | 9        | 9        | 8        | 9         | 9         | 9         | 18    | 18    | 17     |

### Puntos
Los puntos obtenidos por las federaciones hasta la fecha (Marzo 2023) desde que se registran las competiciones en formato digital (temporada 2019-2020). 
| Federación           | Femenina | Masculina | Total |
| -------------------- | -------- | --------- | ----- |
| Cataluña             | 4361     | 4958      | 9319  |
| Andalucía            | 2367     | 4008      | 6375  |
| País Vasco           | 646      | 1096      | 1742  |
| Aragón               | 427      | 896       | 1413  |
| La Rioja             | 40       | 417       | 457   |
| Asturias             | 0        | 300       | 300   |
| Castilla y León      | 0        | 192       | 192   |
| Comunidad Valenciana | 0        | 61        | 61    |